# Polyglotta Africana
Polyglotta Africana war eine von Sigismund Wilhelm Koelle 1854 verfasste Studie, in der er afrikanische Sprachen miteinander verglich.
Sie umfasst etwa 200 Wortlisten (je 296 sorgfältig ausgewählte Einträge) und war damals bahnbrechend.
Nach heutiger Klassifikation handelt es sich um etwa 120 Sprachen.
Er verwendete ein standardisiertes umfassendes Alphabet und eine standardisierte, konsistente Orthographie.